# 高宮脩
高宮 脩（たかみや おさむ）は、日本の医化学・医学者。信州大学医学部名誉教授。医学博士（奈良県立医科大学）。日本臨床検査医学会功労会員。
専門は、 病態医化学・臨床検査学・血栓止血学（特に血液凝固第VII因子）、生命科学・バイオサイエンス。

## 経歴
大阪工業大学工学部応用化学科卒業。奈良県立医科大学小児科学専修生学位取得退学、医学博士（奈良県立医科大学）。国立大阪病院（現：国立病院機構大阪医療センター）研究検査科厚生技官などを経て、2002年信州大学医学部保健学科教授。同大学院医学系研究科教授。
2012年同大学医学部名誉教授、退官。また、長浜バイオ大学特別招聘教授も務め、バイオサイエンス学科臨床検査学プログラムの開設にも協力した。
主な所属学会は、日本血栓止血学会、日本臨床検査医学会、日本臨床検査学教育協議会。主な著書は「図説 血栓・止血・血管学：VII因子の基礎と臨床」（共著、中外医学社2005、学術書）。

## 主な研究
- C末端近傍に新らたなアミノ酸変異を生じた凝固第XI因子欠乏症の分泌機構に関する研究
- 基質結合部位近傍にアミノ酸置換を生じた第VII因子異常症の機能解析
- 先天性第VII因子以常症(R79Q)の組織因子による凝固活性の乖離原因の解明
- 先天性第VII因子異常症の分子生物学的解析によるヒト凝固第VII因子の機能研究
- 小児Thrombophiliaに関する臨床的並びに分子生物学的研究